# Валиев, Ринат Исхакович
Рина́т Исха́кович Вали́ев (род. 11 мая 1995, Нижнекамск, Татарстан) — российский хоккеист, защитник клуба «Хумо».

## Игровая карьера
Воспитанник казанского «Ак Барса». Выступал за казанские юниорские команды различных возрастных групп (до 16 лет, до 17 лет).
В сезоне 2011/12 дебютировал в Молодёжной хоккейной лиге за «Барс».
В 2012 году решил уехать в США в USHL. Сезоны 2013/14 и 2014/15 отыграл в WHL за «Кутеней Айс». Также сыграл 4 матча за сборную России в суперсериях с молодёжными сборными канадских лиг в 2013 и 2014 годах.
На драфте НХЛ 2014 года был выбран в 3 раунде «Торонто Мейпл Лифс».
С сезона 2015/16 начал выступать за фарм-клуб «Мейпл Лифс» в АХЛ — «Торонто Марлис».
12 марта 2016 года Ринат Валиев дебютировал в НХЛ в матче против «Оттавы Сенаторз» (0:4).
25 февраля 2018 года был обменян вместе с пиком второго раунда драфта НХЛ 2018 и Керби Райчелом в «Монреаль Канадиенс» на нападающих Томаша Плеканеца и Кайла Бона. Дебютировал за «Монреаль» 6 марта во встрече с «Нью-Джерси Девилз», на площадке провел 16:42.
В ноябре 2023 года пополнил состав хоккейного клуба «Хумо».

## Статистика

### Клубная карьера
| Легенда | Легенда                    | Легенда | Легенда                   | Легенда | Легенда    |
| ------- | -------------------------- | ------- | ------------------------- | ------- | ---------- |
| И       | Количество проведённых игр | Штр     | Штрафное время            | +/−     | Плюс-минус |
| Г       | Голы                       | П       | Голевые передачи          | О       | Очки       |
| -       | Статистика неизвестна      | —       | Статистика не учитывалась |         |            |